# Patrice Motsepe
Patrice Tlhopane Motsepe (Pretória, 28 de janeiro de 1962) é um empresário bilionário sul-africano do ramo da mineração. Fundador da African Rainbow Minerals, foi nomeado, em 2012, como o homem mais rico da África do Sul. Em 2003, adquiriu o time de futebol Mamelodi Sundowns Football Club.